# Inowrocław (stacja kolejowa)
Inowrocław – stacja kolejowa w Inowrocławiu, w województwie kujawsko-pomorskim, w Polsce. Jedna z największych stacji kolejowych w regionie. Według klasyfikacji PKP ma kategorię dworca regionalnego.

## Ruch pasażerski
| Rok  | Wymiana roczna | Wymiana pasażerska na dobę | Miejsce w Polsce |
| ---- | -------------- | -------------------------- | ---------------- |
| 2017 | 767 000        | 2100                       |                  |
| 2018 | 1 100 000      | 2200                       |                  |
| 2019 | 913 000        | 2500                       |                  |
| 2020 | 586 000        | 1600                       | 98               |
| 2021 | 657 000        | 1800                       |                  |
| 2022 |                | 2700                       |                  |

## Dane ogólne

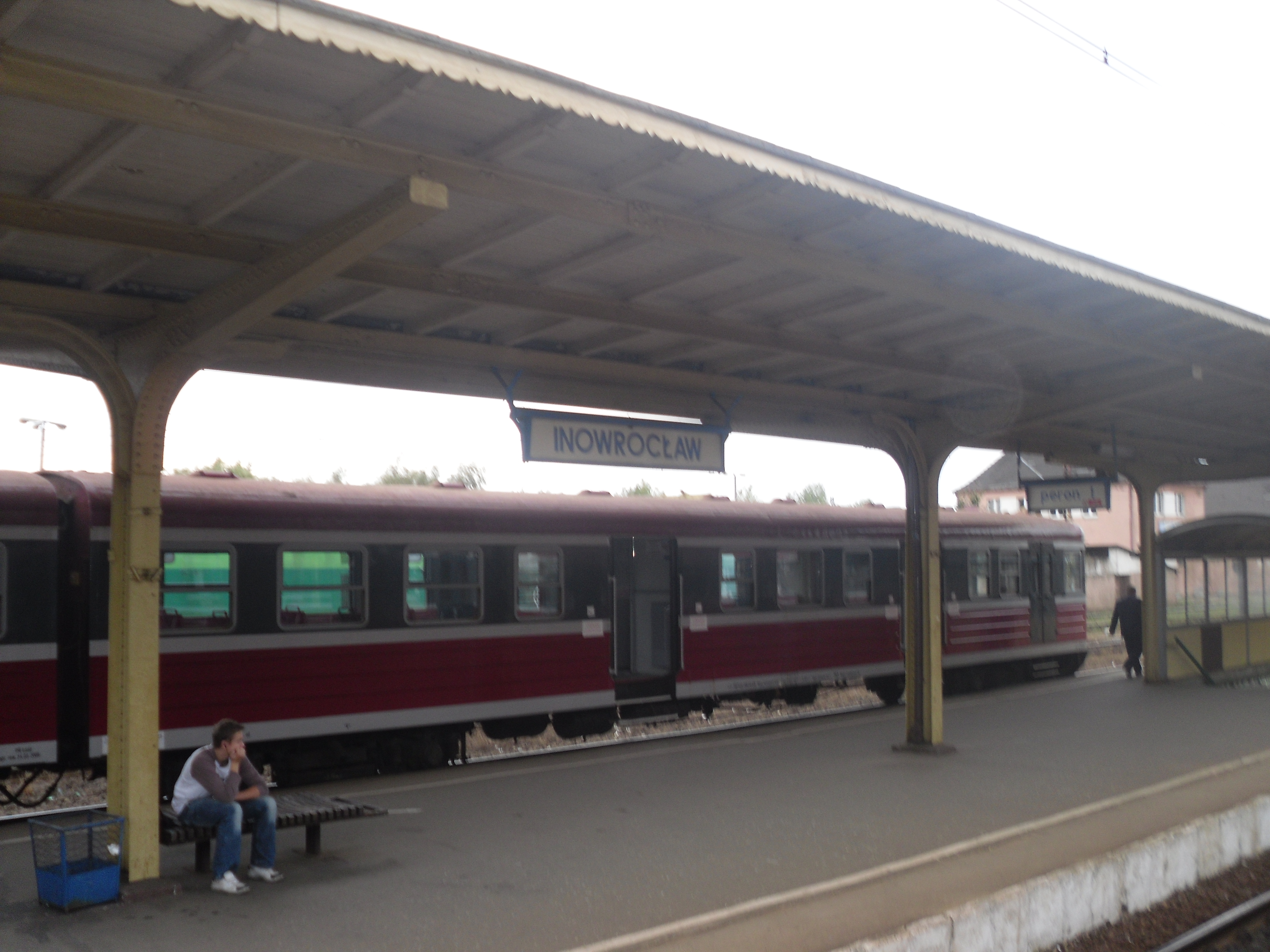
Peron 1

Jest to główny dworzec kolejowy w Inowrocławiu. Poza nim w mieście są jeszcze stacje: Inowrocław Mątwy (nieczynna od 1997) i Inowrocław Rąbinek (czynny jedynie sezonowo dla niektórych pociągów). Można tu dojechać autobusem MPK Inowrocław. Przed budynkiem znajduje się duży parking samochodowy. Mieści się tu posterunek Straży Ochrony Kolei. Jest tu postój taksówek i pętla autobusowa. Ruchem kieruje 6 nastawni: 2 dysponujące i 4 wykonawcze. Nastawnia wykonawcza w części towarowej ma symbol INA, a w części pasażerskiej INB. W budynkach przylegających mieszczą się warsztaty, siedziby innych spółek grupy PKP. Zatrzymują się tu wszystkie pociągi REGIO, TLK oraz EC.
Dworzec w Inowrocławiu został wzniesiony w latach 1872-1889 w eklektycznym stylu. W latach 60 XX w. został przebudowany – otrzymał m.in. nową, minimalistyczną fasadę.

## Modernizacja
We wrześniu 2013 rozpoczął się remont dworca obejmujący remont elewacji i wszystkich pomieszczeń. Na czas remontu uruchomiono tymczasowy dworzec kontenerowy. Po rozpoczęciu prac PKP zdecydowało się na rozszerzenie zakresu prac o doprowadzenie nowej sieci kanalizacyjnej, sanitarnej i deszczowej i gazowej oraz o uporządkowanie terenu wokół dworca. W maju 2016 PKP zerwało umowę z wykonawcą ze względu na opóźnienia. Wykonanych było wówczas 64% zaplanowanych prac. W lipcu ogłoszono przetarg na dokończenie prac, jednakże nie udało się w nim wyłonić nowego wykonawcy. Z kolei w uzupełniającym przetargu  z września tego samego roku zwyciężyła firma Dota z Poznania; zleceniodawca ocenił, że poprzedni wykonawca zakończył stan zaawansowania prac remontowych na 64%, przez co nowy uzyskał wymagany czas wykonania w wysokości 17 tygodni od momentu zawarcia umowy (przełom I i II kwartał 2017 r.). Prace wznowiono w październiku 2016, a 30 stycznia 2017 dworzec udostępniono podróżnym

## Infrastruktura

### Budynek dworca
Znajdują się tu kasy biletowe i okienko informacji kolejowej. Znajduje się mała poczekalnia oraz krzesełka w holu dworcowym  Z głównego holu można wejść na piętro budynku, gdzie znajdują się biura PKP i posterunek Straży Ochrony Kolei.

### Perony
Są tu 4 perony. Perony 1 i 4 mają po dwie krawędzie peronowe, można się do nich dostać tylko przejściem podziemnym. Perony 2 i 3 mają po jednej krawędzi peronowej. Można do nich przejść bezpośrednio z budynku dworca lub przejściem podziemnym.

### Komunikacja z miastem
Z pętli autobusowej przed dworcem odjeżdża kilka linii miejskich, a także autobusy podmiejskie.